# George Wainborn Park
George Wainborn Park est un parc urbain situé à Vancouver en Colombie-Britannique au Canada.